# Dajana Rajic Miskovic
Dajana Rajic Miskovic (* 2008 in Linz) ist eine österreichische Nachwuchsschauspielerin.

## Leben
Dajana Rajic Miskovic’ Mutter ist Österreicherin, ihr Vater ist Kroate und kam in den 1990er Jahren nach Linz. Sie wuchs in Kronstorf auf und besucht eine AHS in Linz. Seit ihrem 4. Lebensjahr besucht sie eine Musical- und Schauspielschule in Linz.
Im Alter von elf Jahren nahm sie an einem Casting für die 2. Staffel von Vienna Blood teil und wurde für die Rolle der Lily besetzt.
2020 war sie auch in der Netflix-Serie Barbaren in der Rolle der Young Thusnelda zu sehen.

## Filmografie (Auswahl)
- 2019: Daughter of Dismay
- 2020: Barbaren (Fernsehserie)
- 2021: Vienna Blood – Die schwarze Feder (Fernsehreihe)
- 2023: SOKO Linz: Herzstiche (Fernsehserie)
- 2024: SOKO Donau/SOKO Wien: Die 3 Säulen des Erfolgs (Fernsehserie)